# مقاطعة هانشان
مقاطعة هانشان (باللغة الصينية: 含山县)؛ هي إحدى مقاطعات منطقة آنهوي في الصين. يبلغ عدد سكانها 440,000 نسمة، وتبلغ مساحتها 1,028 كم².